# StorageTek

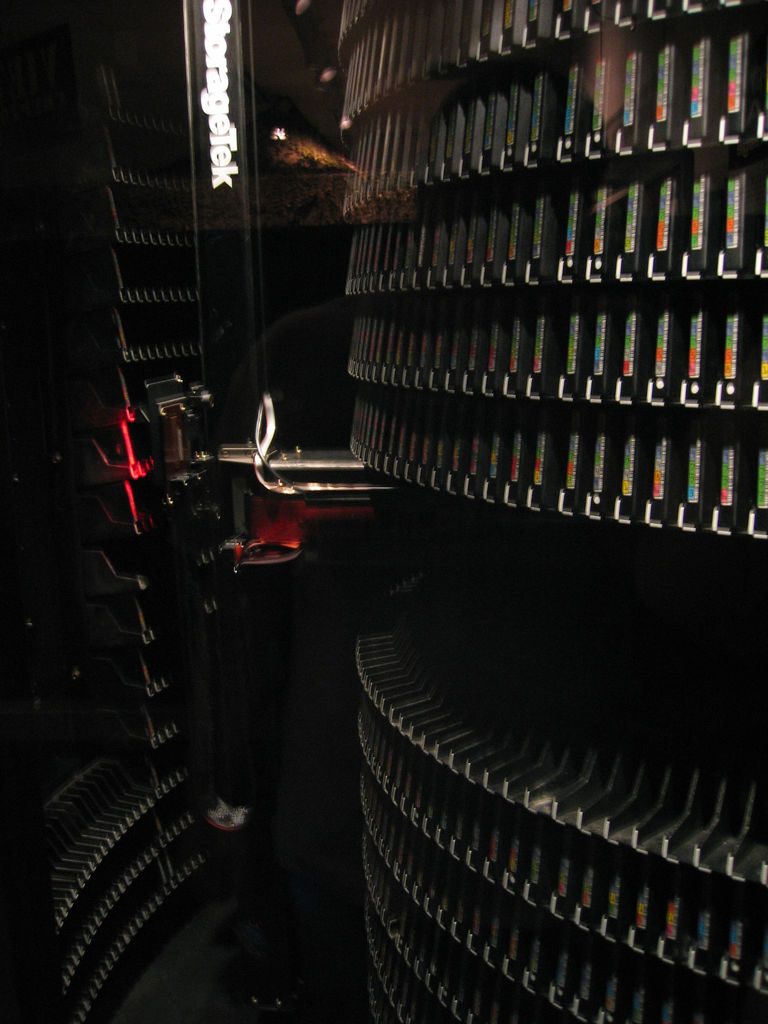
StorageTek Powderhorn tape library

StorageTek (фигурировала также как Storage Technology Corporation или STK) — американская компания, существовавшая в период с 1969 по 2005 год, разрабатывавшая аппаратное обеспечение хранения данных для организаций. Среди известных продуктов StorageTek — оборудование для резервного копирования и программное обеспечение для систем хранения данных. Имела штаб-квартиру в Луисвилле (англ. Louisville; Колорадо) и производственные мощности в Понсе (Пуэрто-Рико).
В 2005 году компания была поглощена корпорацией Sun Microsystems за $4,1 млрд, а с 2010 года все унаследованные активы StorageTek принадлежат корпорации Oracle.